# Sobór Trójcy Świętej w Dnieprze
Sobór Trójcy Świętej – prawosławny sobór w Dnieprze. Jedna z dwóch katedr eparchii dniepropetrowskiej Ukraińskiego Kościoła Prawosławnego Patriarchatu Moskiewskiego.
Świątynia znajduje się przy placu Troickim.

## Historia

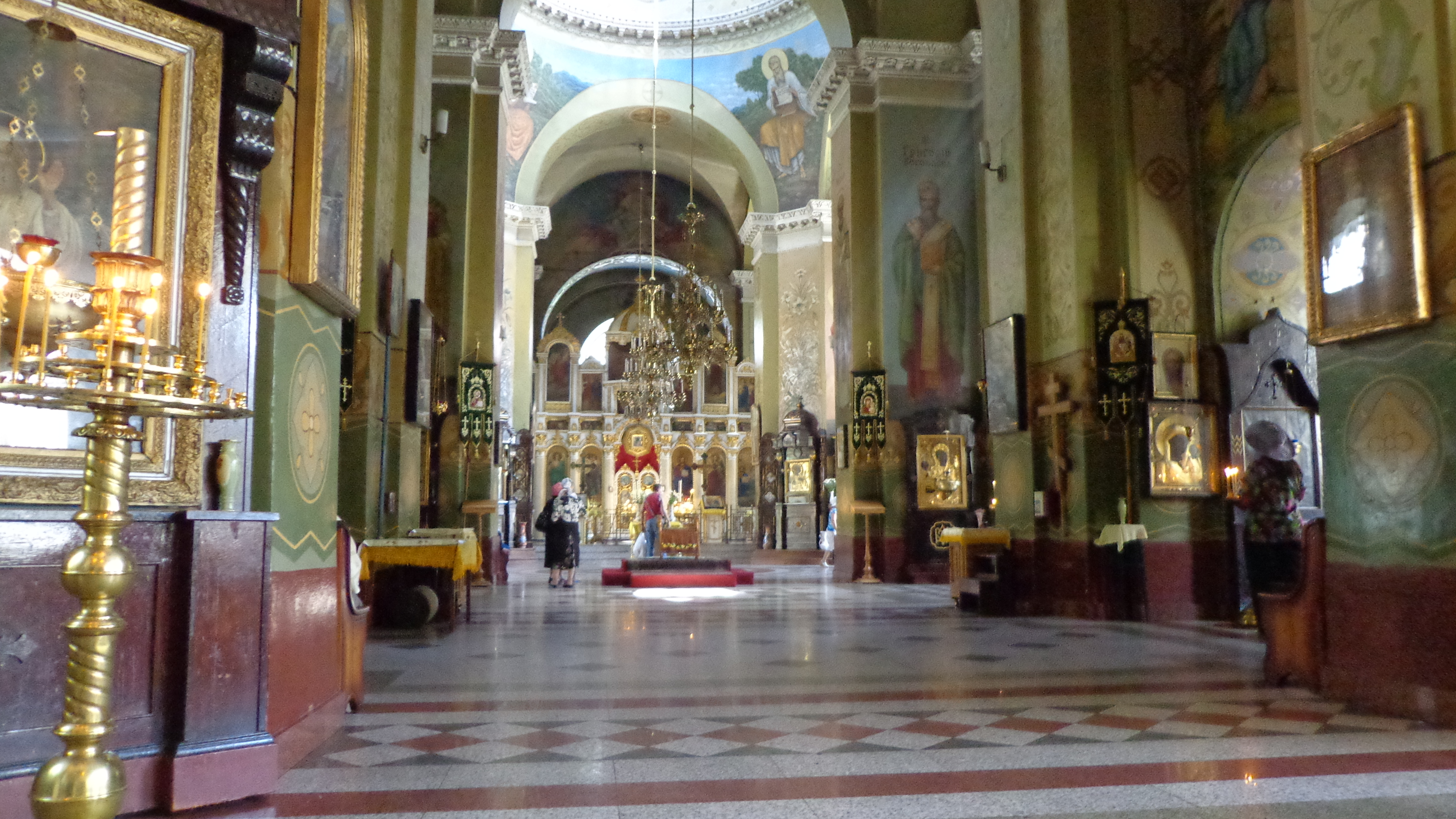
Wnętrze soboru

Pierwszą cerkiew w Jekaterynosławiu zbudowano pod koniec XVIII w. Była to drewniana świątynia, konsekrowana 15 stycznia 1791 r. pod wezwaniem Kazańskiej Ikony Matki Bożej. W latach 30. XIX w., w związku ze złym stanem technicznym cerkwi, miejscowi kupcy wystąpili z inicjatywą wzniesienia na jej miejscu murowanej świątyni. Projekt sporządziło dwóch petersburskich architektów – Louis Charlemagne-Baudet i Pietro Visconti. W 1837 r. wyświęcono miejsce pod budowę cerkwi. Prace budowlane ukończono do 1855 r.
W latach 60. XIX w. w sąsiedztwie cerkwi wzniesiono kamienną dzwonnicę. W późniejszym czasie pomiędzy cerkwią a dzwonnicą zbudowano łącznik, w wyniku czego powierzchnia świątyni wzrosła niemal dwukrotnie. Obok cerkwi wzniesiono budynek szkoły parafialnej. Przed 1910 r. świątynia została gruntownie wyremontowana.
W latach 20. XX w. cerkiew zaczęła pełnić funkcje soboru katedralnego.
W 1934 r. sobór został zamknięty; w budynku urządzono magazyn. Przywrócenie funkcji kultowych nastąpiło w 1942 r. W latach pięćdziesiątych przeprowadzono w świątyni prace konserwatorskie.

## Inne informacje
Na wyposażeniu soboru znajdują się ikony: Trójcy Świętej (z cząstką dębu Abrahama), Płaczącego Zbawiciela, Matki Bożej – Miłującej, Kazańska, Samarska, a także raki z relikwiami oraz płaszczenica, która wcześniej znajdowała się w monasterskiej cerkwi św. Mikołaja w Briańsku. Ikonostas pochodzi z poprzedniej, XVIII-wiecznej cerkwi Kazańskiej Ikony Matki Bożej.
Na zewnątrz, przy ścianach soboru mieszczą się groby duchownych (biskupów i kapłanów), którzy nieśli posługę w świątyni.
Nabożeństwa w soborze celebrowane są codziennie.